# Улица Эмила Дарзиня (Рига)
Улица Э́мила Да́рзиня (латыш. Emīla Dārziņa iela) — улица в Северном районе Риги, в Межапарксе. Пролегает в северо-восточном направлении от улицы Велмес до улицы Эзермалас, однако, согласно ряду источников, доходит только до ул. Виля Олава, продолжаясь далее как безымянный проезд. С этим связаны и разные сведения о длине улицы — 335 или 257 метров.
Улица заасфальтирована, разрешено движение в обоих направлениях. Общественный транспорт по улице не курсирует.

## История
Улица проложена в 1932 году на территории, которая во время первоначальной застройки Межапарка (1900—1910-е годы) принадлежала имению Мейера.
Названа в честь латышского композитора и дирижёра Эмиля Дарзиньша (1875—1910).
Переименований улицы не было.

## Застройка и достопримечательности

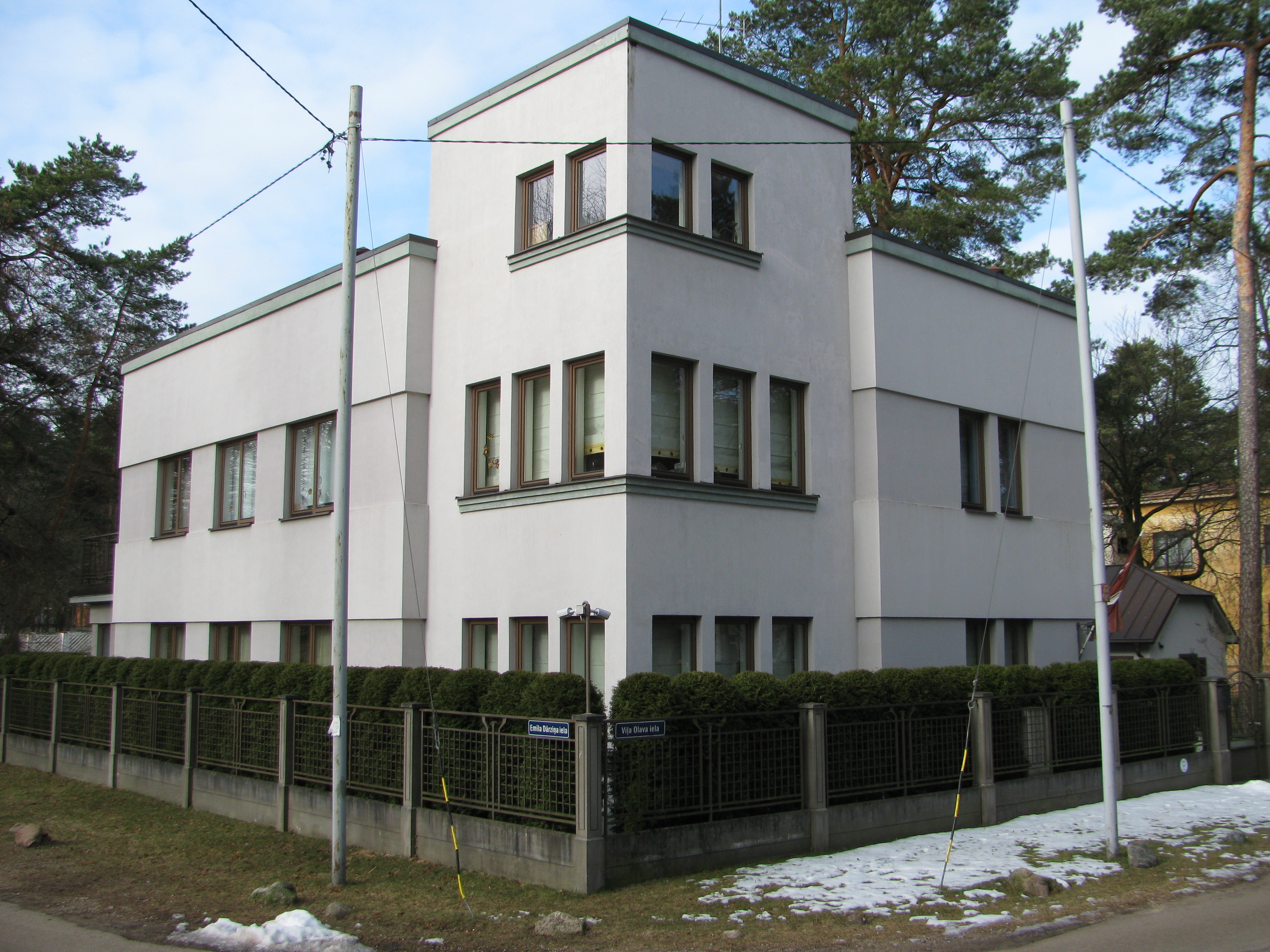
Дом на перекрёстке с ул. Виля Олава

Улица Эмила Дарзиня застроена частными жилыми домами, преимущественно 1930-х годов. Два здания признаны памятниками архитектуры местного значения:
- Дом 6 (архитектор Э. Т. Хаммерс, 1932).
- Дом 14 (архитектор Н. Алексеев, 1934).

Кроме того, памятником архитектуры государственного значения является дом № 11 по ул. Виля Олава (архитектор Д. Зариньш, 1934), главный фасад которого выходит на улицу Эмила Дарзиня.

## Прилегающие улицы
Улица Эмила Дарзиня пересекается со следующими улицами:
- улица Велмес
- улица Виля Олава
- улица Эзермалас